# Bigelow Aerospace
Bigelow Aerospace bila je tvrtka za proizvodnju i dizajn svemirske opreme iz Las Vegasa u Nevadi. Glavni fokus bila joj je nova tehnologija svemirskih stanica od materijala naziva Vectran koje se mogu proširiti.
Tvrtku je 1999. godine osnovao Robert Bigelow, a financira se Bigelowovim bogatstvom iz njegovog vlasništva nad lancem hotela Budget Suites of America u Sjedinjenim Državama. Godine 2004. tvrtka je stekla prava na tehnologiju Transhab. 
U ožujku 2020. Bigelow Aerospace otpustio je sve zaposlenike, navodeći kao razlog pandemiju Covid-19.

## Svemirske stanice
Tehnologija temelji se na NASA-inoj Transhab tehnologiji. To omogućuje pokretanje modula u sklopljenom stanju i štednji prostora. Nakon lansiranja u odgovarajuću orbitu, modul se napuhava kako bi se osigurao »životni prostor« za posadu koji nije potreban tijekom faze lansiranja.

## Proizvodi
Prva dva modula, Genesis 1 i 2, služila su za testiranje tehnologije. Sljedeći modul, Galaxy, ukinut je zbog troškova i uspješnog testiranja Genesisa. Modul Sundancer trebao je poslužiti kao početna točka za proširenje postaje, ali je projekt prekinut 2011. i zamijenjen nasljednikom modela B330 (tada BA 330). 
| Modul     | Volumen | Lansiran                     | Lansirni sistem | Status                        |
| --------- | ------- | ---------------------------- | --------------- | ----------------------------- |
| Genesis 1 | 11,5 m³ | 12. srpnja 2006.             | Dnjepr          | u orbiti                      |
| Genesis 2 | 11,5 m³ | 28. lipnja 2007.             | Dnjepr          | u orbiti                      |
| Galaxy    | 16,7 m³ | prekinut                     | prekinut        | prekinut                      |
| BEAM      | 16 m³.  | 8. travnja 2016.             | Falcon 9 CRS-8  | u orbiti ISS-a                |
| Sundancer | 180 m³  | prekinut, zamijenjeno s B330 | prekinut        | izbrisano, zamijenjeno s B330 |
| B330      | 330 m³  | (planiran za 2020.)          | Atlas V         | prekinut                      |

## Vanjske poveznice
- Web stranica Bigelow Aerospace
- Harley A. Thronson et al.: Pregled američkih koncepata za svemirska naselja nakon ISS-a i budućih mogućnosti. AAIA, 2010., preuzeto 3. ožujka 2011 (Engleski).
- Joachim J. Kehr: Bigelow: Susret trgovine s fikcijom. (PDF; 185 kB) spaceops vijesti, svibnja 2007., preuzeto 26. ožujka 2011 (Engleski).
- Bigelow Aerospace: Expanding the Final Frontier: Komercijalne misije do ISS-a i dalje ( Prezentacija ). (PDF; 3.3 MB) NASA, ožujak 2010., preuzeto 26. ožujka 2011 (Engleski).